# أولا إيكبلوم
أولا إيكبلوم (بالسويدية: Ulla Olsson)‏ (19 مايو 1943 - ) هي رياضية سويدية متقاعدة. كانت جزءًا من فريق التتابع 4 × 400 متر الذي احتل المركز السادس في بطولة أوروبا عام 1969 ، مسجلةً رقمًا قياسيًا وطنيًا جديدًا. فازت باللقب الوطني في الوثب الطويل (1965-1966) والألعاب الخماسية (1966) حصدت العديد من الأرقام القياسية الوطنية في الوثب الطويل.